# Gene Merlino
Gene Merlino (San Francisco, California, 5 de abril de 1928-Camarillo, California, 8 de enero de 2024) fue un cantante y músico estadounidense, conocido por proporcionar la voz cantante de Lancelot en la película musical Camelot , y por ser parte del cuarteto ganador del Grammy, The Anita Kerr Singers.

## Primeros años
Gene Merlino nació Mario Gino Merlino el 5 de abril de 1928 en San Francisco, California , hijo de Cesare y Teresa (de soltera Incaviglia) Merlino. Su primera exposición a la música provino de sus dos hermanos mayores; John era un acordeonista consumado y Víctor tomó el clarinete, pero no se quedó con él por mucho tiempo. Gene originalmente quería tocar la trompeta, ya que admiraba a Harry James, pero en su lugar tomó el clarinete disponible en su adolescencia. Unos años más tarde había aprendido a tocar el saxofón lo suficientemente bien como para empezar a tocar en bailes y bodas cerca de su vecindario de Potrero Hill.
Después de graduarse de Mission High School, se inscribió en el estado de San Francisco para especializarse en música, tocar el clarinete y alcanzar el primer puesto como maestro de conciertos en la banda sinfónica de la universidad en su segundo año. También pasó un semestre en Escuela de Música Eastman.

## Carrera profesional

### Radio
En 1950, Merlino dejó la universidad antes de graduarse cuando consiguió su primer trabajo musical estable con el programa de Bill Weaver en la radio KCBS, que en ese momento se transmitía desde el Palace Hotel en San Francisco. Aunque inicialmente solo tocaba el saxofón, pronto se convirtió en el vocalista masculino habitual, actuando cinco noches a la semana. En ese momento "se dio cuenta de que cantar iba a ser [su] principal carrera en la música". Permaneció en KCBS durante tres años antes de mudarse a Los Ángeles, California.

### Bandas de Jazz
Después de llegar a Los Ángeles, Merlino se unió a las bandas de jazz de Frankie Carle, luego Ray Anthony. Anthony luego comenzó su programa de variedades de televisión de corta duración, The Ray Anthony Show, en 1956, lo que permitió que Merlino fuera visto por una audiencia nacional. Cuando el show de Anthony fue cancelado en mayo de 1957 después de solo una temporada, Merlino se unió a la banda de Freddy Martin, que tocaba regularmente en el famoso club Cocoanut Grove en el Hotel Ambassador en Los Ángeles. Merlino permaneció con esta banda hasta 1963.

### Televisión
A partir de 1963 y hasta 1979, Merlino fue un actor habitual de muchos programas de variedades de televisión, comenzando con The Red Skelton Show. Eventualmente se convertiría en un habitual de The Pearl Bailey Show, The Judy Garland Show, Carol Burnett Show, The Julie Andrews Hour, Sonny & Cher Comedy Hour, Donny & Marie y Ken Berry Wow Show.
En años posteriores, su voz se pudo escuchar en Los Simpson. Interpretó la canción "Born Free" en el episodio "Whacking Day", "South of the Border" en "Kamp Krusty" y "Jellyfish" en "A Star Is Born Again".

### Grabaciones de estudio y cine
En 1965 formó parte del grupo de canto de cuatro hombres que grabó el tema principal de Gilligan's Island. En 1966, Merlino se unió al cuarteto de canto masculino, The Mellomen, con Thurl Ravenscroft, Bill Lee y Bill Cole, después de que Max Smith se retirara. Gracias a esto, Merlino comenzó a conseguir un trabajo regular en los diversos estudios de grabación en Hollywood y Los Ángeles, eventualmente cantando para miles de películas, programas de televisión, comerciales de radio y televisión, grabaciones de audio y poemas de canciones, durante una carrera que duró más de 50 años.
Sus grabaciones más famosas fueron como parte de Anita Kerr Singers, que ganó un premio Grammy de 1967 (Mejor interpretación de un grupo vocal) por su interpretación de "A Man and a Woman" (junto con un premio Edison de 1969 ), y por proporcionar la voz cantante para el personaje de Lancelot , interpretado por Franco Nero, en la película Camelot de 1967. En 1973 formó parte del coro que realizó una gira mundial con Burt Bacharach para promocionar la película Lost Horizon, para la cual Bacharach escribió la música.
Además, Merlino fue parte del Grupo "la Voices", que fueron nominados para un premio Grammy (Mejor Interpretación Vocal Jazz - dúo o grupo) en 1983 para la Supersax álbum "Supersax y LA Voces". También afirma haber grabado más de 10,000 poemas de canciones, principalmente bajo los seudónimos de Gene Marshall o John Muir, y apareció en el documental de PBS de 2003 "Off the Charts".

## Vida personal
Merlino se casó con Lois Elizabeth Draper el 18 de noviembre de 1953. Merlino conoció a Draper en la banda sinfónica del estado de San Francisco, donde tocaba la flauta. Casi inmediatamente después de casarse, se mudaron a la región de Los Ángeles en North Hollywood , por lo que Gene pudo fomentar su carrera como cantante, ya que había mucho más trabajo de grabación de estudio disponible en Hollywood y Los Ángeles que en San Francisco. Tuvieron dos hijos, Monica (n. 1954) y John (n. 1963). [4] Vivieron en varias partes de Los Ángeles hasta 1995, cuando se mudaron a Camarillo, California. Su matrimonio duró 55 años hasta que Lois murió el 3 de abril de 2009, a la edad de 78 años.